# Pane di Triora
Il pane di Triora è un prodotto di panetteria tradizionale riconosciuto come Prodotto Agroalimentare Tradizionale (P.A.T.) italiano. Viene prodotto in Liguria, nel comune di Triora - Valle Argentina.

## Storia
Triora, in passato era nota come il granaio della Repubblica di Genova e aveva un unico forno comunale in Vico del Forno; il pane veniva cotto per ogni famiglia, una volta alla settimana, nel forno comune. 
Attualmente il pane di Triora viene prodotto da un unico panificio, che lo produce in modo artigianale, per tutta la Liguria del Ponente e del basso Piemonte.

## Preparazione
Il pane è preparato con farina di tipo 1 e farina di grano saraceno, lievitata per una notte con acqua tiepida e sale su un letto di crusca; all'impasto viene aggiunto il giorno successivo altro lievito e farina.
Dopo aver riposato ancora qualche ora su uno strato di crusca i pani, in forme basse e larghe che dopo la cottura raggiungono un peso di circa 850 grammi, vengono cotti in forno caldo utilizzando foglie di castagno per evitare che si attacchino alla base del forno. A cottura ultimata le pagnotte presentano sulla crosta una incisione di forma quadrata.

## Consumo

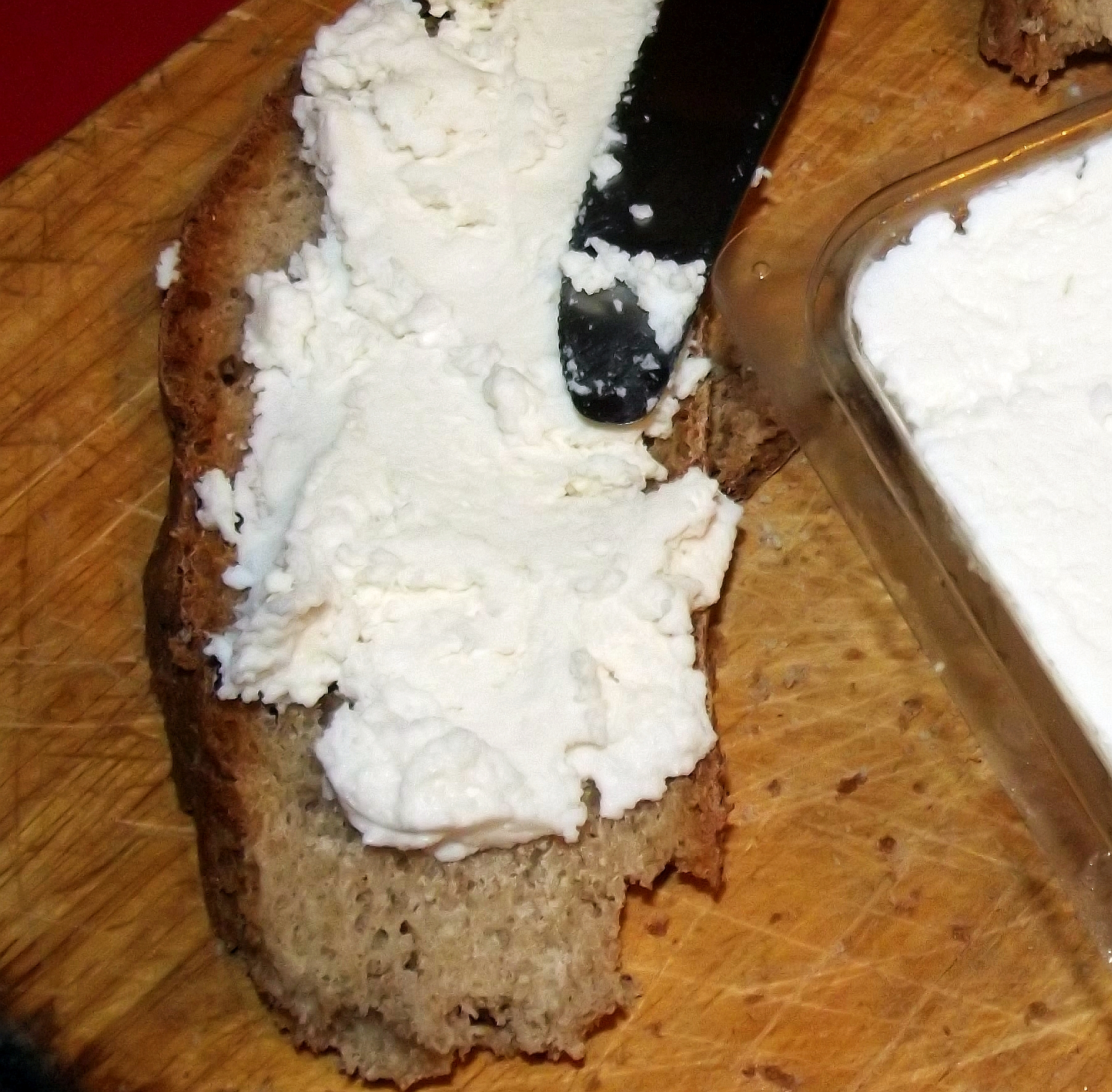
Bruss su una fetta di pane di Triora

Può servire ad accompagnare una vasta gamma di secondi, ed è particolarmente indicato - tagliato a fette - per essere spalmato di bruss. È conservabile a lungo e può essere consumato fresco per circa una settimana dopo la produzione.